# Romuald de Salerno
Romuald Guarna (n. între 1110 și 1120 – d. 1 aprilie 1181) a fost arhiepiscop de Salerno (ca Romuald al II-lea) începând din 1153 până la moarte. El a fost reținut în principal pentru a sa Chronicon sive Annales, o importantă sursă istorică a vremurilor sale.
Romuald s-a născut în Salerno, în cadrul vechii nobilimi longobarde din sudul Italiei. A urmat cursurile Școlii Medicale din Salerno (Schola Medica Salernitana), unde a studiat nu numai medicina, ci și istoria, dreptul și teologia. Romuald a accedat la poziția arhiepiscopală salernitană după moartea lui Guglielmo de Ravenna.
Romuald a fost un diplomat în numele regilor Wilhelm I și Wilhelm al II-lea al Siciliei. El a negociat tratatul de la Benevento din 1156 și s-a numărat printre semnatarii tratatului de la Veneția din 1177. Deși a luat parte la conspirația împotriva amiralului Maio din Bari, el nu și-a pierdut favorurile regale și chiar a îndeplinit ritualul de încoronare al lui Wilhelm al II-lea. Cu toate acestea, el și-a exagerat propria sa importanță în cronica sa, care începe, conform tradiției, cu episodul Genezei și continuă până la anul 1178.
În 1160-1161 Romuald a apărat orașul în fața furiei lui Wilhelm I, care căuta să răzbune asasinarea lui Maio. Cu sprijinul salernitanilor aflați la curtea regală și al legăturilor acestora cu prietenii intimi ai regelui, Salerno a fost cruțat. În 1167, din poziția de cel mai înalt prelat din regat, el l-a încoronat pe Wilhelm al II-lea ca rege în catedrala din Palermo.
În 1179 Romuald a intervenit într-un conciliu care îi condamna pe ereticii albigensi. Romuald a fost urmat în scaunul arhiepiscopal de către Nicolae de Ajello.